# Hungen
Hungen är en stad i Landkreis Gießen i Regierungsbezirk Gießen i förbundslandet Hessen i Tyskland.